# West Coast jazz
West Coast jazz – forma muzyki jazzowej, powstałą w okolicach Los Angeles i San Francisco mniej więcej tym samym czasie, co hard bop, który rozwijał się w Nowym Jorku, w latach 50. i 60. XX w. West Coast jazz został powszechnie uznany za podgatunek cool jazzu. Często zawiera elementy stylu bossa nova.
Najbardziej znanymi wytwórniami, które wydawały płyty z muzyką w tej stylistyce są Pacific Jazz Records i Contemporary Record.
Najważniejszymi twórcami tego podgatunku byli Shorty Rogers, Gerry Mulligan, Chet Baker, Stan Getz, Bud Shank, Bob Cooper, Jimmy Giuffre, Shelly Manne, Bill Holman, Manny Albam, Sonny Clark, André Previn i Dave Brubeck z Paulem Desmondem.